# Washingtonville (Pennsilvània)
Washingtonville és una població dels Estats Units a l'estat de Pennsilvània. Segons el cens del 2000 tenia 201 habitants.

## Demografia
Segons el cens del 2000, Washingtonville tenia 201 habitants, 82 habitatges, i 51 famílies. La densitat de població era de 1.293,4 habitants/km².
Dels 82 habitatges en un 29,3% hi vivien nens de menys de 18 anys, en un 50% hi vivien parelles casades, en un 11% dones solteres, i en un 37,8% no eren unitats familiars. En el 32,9% dels habitatges hi vivien persones soles el 6,1% de les quals corresponia a persones de 65 anys o més que vivien soles. El nombre mitjà de persones vivint en cada habitatge era de 2,45 i el nombre mitjà de persones que vivien en cada família era de 3,18.
Per edats la població es repartia de la següent manera: un 24,4% tenia menys de 18 anys, un 10% entre 18 i 24, un 32,3% entre 25 i 44, un 23,9% de 45 a 60 i un 9,5% 65 anys o més.
L'edat mediana era de 35 anys. Per cada 100 dones de 18 o més anys hi havia 100 homes.
La renda mediana per habitatge era de 35.278$ i la renda mediana per família de 38.393$. Els homes tenien una renda mediana de 37.292$ mentre que les dones 17.500$. La renda per capita de la població era de 21.206$. Entorn del 15,1% de les famílies i el 19,6% de la població estaven per davall del llindar de pobresa.

## Poblacions més properes
El següent diagrama mostra les poblacions més properes.